# کریگ سارنر
کریگ سارنر (انگلیسی: Craig Sarner؛ زادهٔ ۲۰ ژوئن ۱۹۴۹) بازیکن هاکی روی یخ اهل ایالات متحده آمریکا است.